# Raión de Sadarak
Sadarak (en azerí: Sədərək) es uno de los cincuenta y nueve rayones de Azerbaiyán, se encuentra localizado en la República Autónoma de Najicheván. Tiene un enclave en Armenia, Karki que ha estado bajo control armenio desde mayo de 1992, cuando fue capturado durante la guerra de Nagorno-Karabaj. Su ciudad capital es la ciudad de Heydarabad.

## Territorio y Población
Posee una superficie de 151,4 kilómetros cuadrados, los cuales son el hogar de una población compuesta por unas 12 613 personas. Por ende, la densidad poblacional se eleva a la cifra de los 83,5 habitantes por cada kilómetro cuadrado de este rayón.